# ヴュルツブルクのレジデンツ
ヴュルツブルクのレジデンツ（独：Würzburger Residenz）は、ドイツのヴュルツブルクにある領主司教の宮殿。18世紀にバルタザール・ノイマンによる設計バロック建築様式を代表する、ヨーロッパでも屈指の宮殿である。
建物内には様々な部屋があるが、中でも有名なのは「階段の間」であり、柱の無い広大な吹き抜けに、画家ティエポロの描いた、世界で一番大きいフレスコ天井一枚画がある。この吹き抜けは、当時としては常識外れの設計で、「設計ミス」「絶対に崩れる」などと酷評されたが、砲術の技官でもあったノイマンは「砲弾を打ち込まれても崩れない」と反論した。事実、第二次世界大戦の空襲でここだけ天井が残った。その頑丈さの理由として、建材に軽くて丈夫で耐火性がある凝灰岩を使ったことが挙げられる。また、レジデンツの裏にはホーフ庭園が広がる。

## 経緯
1719年にヴュルツブルクの司教に選出されたヨハン・フィリップ・フランツ・フォン・シェーンボルンがマリエンベルク要塞から彼の公式の場を移すために建築された。

## 世界遺産
1981年、庭園と宮殿前広場を含む形で「ヴュルツブルク司教館、その庭園群と広場」として世界遺産（文化遺産）に登録された。

### 登録基準
この世界遺産は世界遺産登録基準のうち、以下の条件を満たし、登録された（以下の基準は世界遺産センター公表の登録基準からの翻訳、引用である）。
- (1) 人類の創造的才能を表現する傑作。
- (4) 人類の歴史上重要な時代を例証する建築様式、建築物群、技術の集積または景観の優れた例。